# Halewijnpreis
Der Halewijnpreis (niederländisch Halewijnprijs, auch Literatuurprijs van de stad Roermond genannt) ist ein niederländischer Literaturpreis. Er wird an Autoren vergeben, die dank der Qualität ihres erschienenen Werkes Aufmerksamkeit verdienen.
Dieser jährlich vergebene Preis wurde 1987 von der Stiftung Kring 84 ausgelobt, aber nur das erste Mal unter dem Titel Halewijnprijs. Seit 1988 wird der Preis als Literaturpreis der Stadt Roermond ausgelobt.

## Preisträger
- 2018 – Mathijs Deen[2]
- 2017 – Eva Meijer
- 2016 – Benny Lindelauf
- 2015 – Peter Drehmanns für sein Gesamtwerk[3]
- 2014 – Pauline van de Ven für ihr Gesamtwerk[4]
- 2013 – Erik Vlaminck für sein Gesamtwerk[5]
- 2012 – Marita de Sterck für ihr Gesamtwerk[6]
- 2011 – Johan de Boose[7] für seinen Roman Bloedgetuigen
- 2010 – Vrouwkje Tuinman[8]  für ihr Gesamtwerk
- 2009 – Fred Papenhove für sein Gesamtwerk
- 2008 – Joke J. Hermsen für ihren Roman De liefde dus (Die Liebe also), über Belle van Zuylen.
- 2007 – Peter Delpeut für sein Gesamtwerk
- 2006 – Stijn van der Loo für sein Gesamtwerk
- 2005 – Otto de Kat für sein Gesamtwerk
- 2004 – Esther Gerritsen für ihr Gesamtwerk
- 2003 – Paul Hermans für sein Gesamtwerk
- 2002 – Tommy Wieringa für sein Gesamtwerk
- 2001 – Pam Emmerik für ihr Gesamtwerk[9]
- 2000 – Adriaan Jaeggi für sein Gesamtwerk
- 1999 – Esther Jansma für ihr Gesamtwerk
- 1998 – Arthur Japin für sein Gesamtwerk
- 1997 – Laurens Spoor für sein Gesamtwerk
- 1996 – Allard Schröder für sein Gesamtwerk
- 1995 – Huub Beurskens für sein Gesamtwerk
- 1994 – Gijs IJlander für De lichtval (Der Lichtfall)
- 1993 – Arjen Duinker für Rode oever en Losse gedichten (Rote Ufer und verstreute Gedichte)
- 1992 – Nicolette Smabers für ihr Gesamtwerk
- 1991 – Halil Gür für sein Gesamtwerk
- 1990 – Rudi Hermans für sein Gesamtwerk
- 1989 – André Janssens für sein Gesamtwerk
- 1988 – Ton van Reen für sein Gesamtwerk
- 1987 – Jan Huyskens für sein Gesamtwerk

### Nominierte (außer Preisträger)
- 2015 – Fikry El Azzouzi, Yannick Dangre, Marjolijn van Heemstra, Auke Hulst, Marco Kunst, Sana Valiulina
- 2014 – Alex Boogers, Daan Heerma van Voss, Jannie Regnerus, Daan Remmerts de Vries, Bianca Stigter, Christophe Vekeman
- 2013 – Paul Baeten Gronda, Daphne Huisden, Corine Kisling, Pieter Waterdrinker, Robbert Welagen
- 2012 – Anton Valens, Alfred Birney, Anjet Daanje, Ellen Heijmerikx, Stefan Hertmans, Jan van der Mast, Peter Terrin
- 2011 – Wil Boesten, Yolanda Entius, Jannah Loontjens, Harry Oltheten, Chiara Tissen
- 2010 – Jan Baeke, Machteld Bouma, Willem G. van Maanen, Jeroen Thijssen, Han van der Vegt, Margot Vanderstraeten, Pim Wiersinga
- 2009 – Ingrid Hoogervorst, Tommy Wieringa, Frans Kusters, Solange Leibovici, Max Niematz, Jan Wijnen, Nelleke Zandwijk
- 2008 – Arjen Lubach, Bert Natter, Gustaaf Peek, Ellen Wenkelbach
- 2007 – Anne Provoost, Stephan Enter, Jan van Mersbergen, Rob van Essen, Sanneke van Hassel, Johanna Spaey[10]